# Bystřička (potok)
Bystřička – potok w północno-zachodniej części Gór Wsetyńskich, we wschodniej części Republiki Czeskiej. Prawy dopływ Górnej (Vsetínskej) Beczwy.
Wypływa na wysokości ok. 850 m n.p.m. północno-zachodnim zboczu góry Tanečnice (912 m n.p.m.). Spływa początkowo w kierunku północno-zachodnim i przepływa przez miejscowość Valašská Bystřice. Poniżej niej skręca generalnie ku zachodowi, po czym wpada do zbiornika wodnego Bystřička poniżej ujścia do niej (z lewej strony) potoku Malá Bystřička. Poniżej zapory przepływa przez wieś Bystřička. Uchodzi do Górnej Beczwy na terenie Bystřički, ok. 300 m poniżej mostu drogowego na Górnej Beczwie, na wysokości 304 m n.p.m. Długość potoku wynosi 16,5 km, a powierzchnia dorzecza 64,0 km². Średni przepływ przy ujściu wynosi 0,864 m³/s.
Dolina potoku jest szeroka, w znacznej części zalesiona. Poza tym liczne łąki i pastwiska oraz pewna ilość użytków rolnych. Stosunkowo gęsta zabudowa. W środkowym biegu, między miejscowością Valašská Bystřice a zbiornikiem zaporowym, bieg potoku jest kręty, a jego koryto obrośnięte szpalerem drzew. Na terenie Bystřički potok jest uregulowany na całej długości zabudowy.
W dawniejszych publikacjach potok występował jako Bystřice, a nazwę Bystřička nosił jego dopływ, zwany dziś Malá Bystřička.